# Marc Buggeln
Marc Buggeln (* 1971 in Bremen) ist ein deutscher Historiker.

## Leben
Von 1991 bis 2000 studierte er Geschichte und Kulturwissenschaft an der Universität Bremen. Nach der Magisterprüfung 2000 und der Promotion in Bremen 2008 war er von 2009 bis 2016 als wissenschaftlicher Mitarbeiter am Institut für Geschichtswissenschaften der Humboldt-Universität zu Berlin tätig. Dort erwarb er 2020 die Venia legendi für Neuere und Neueste Geschichte. Seit 2023 ist er Professor für regionale Zeitgeschichte und Public History an der Universität Flensburg und Direktor der Forschungsstelle für regionale Zeitgeschichte und Public History (Schleswig).

## Schriften (Auswahl)
- Arbeit & Gewalt. Das Außenlagersystem des KZ Neuengamme. Göttingen 2009 (Dissertation Universität Bremen 2008), ISBN 3-8353-0543-3.
- Das System der KZ-Außenlager. Krieg, Sklavenarbeit und Massengewalt. Bonn 2012, ISBN 978-3-86498-090-9.
- Slave labor in Nazi concentration camps. Oxford 2014, ISBN 0-19-870797-5.
- Der U-Boot-Bunker „Valentin“ in Bremen-Farge. Marinerüstung, Zwangsarbeit und Erinnerung. Bremen 2017, ISBN 978-3-8378-4004-9.
- Das Versprechen der Gleichheit. Progressive Steuerpolitik und die Reduktion sozialer Ungleichheit 1871–1945. Berlin 2019 (Habilitationsschrift, HU Berlin).
- Das Versprechen der Gleichheit. Steuern und soziale Ungleichheit in Deutschland von 1871 bis heute. Suhrkamp, Berlin 2022, ISBN 978-3-518-29938-8 (erweiterte Habilitationsschrift).